# Gerhard Anton Gramberg
Gerhard Anton Gramberg (* 5. November 1744 in Tettens; † 10. März 1818 in Oldenburg) war Stadt- und Landphysikus in Oldenburg.

Gerhard Anton Gramberg

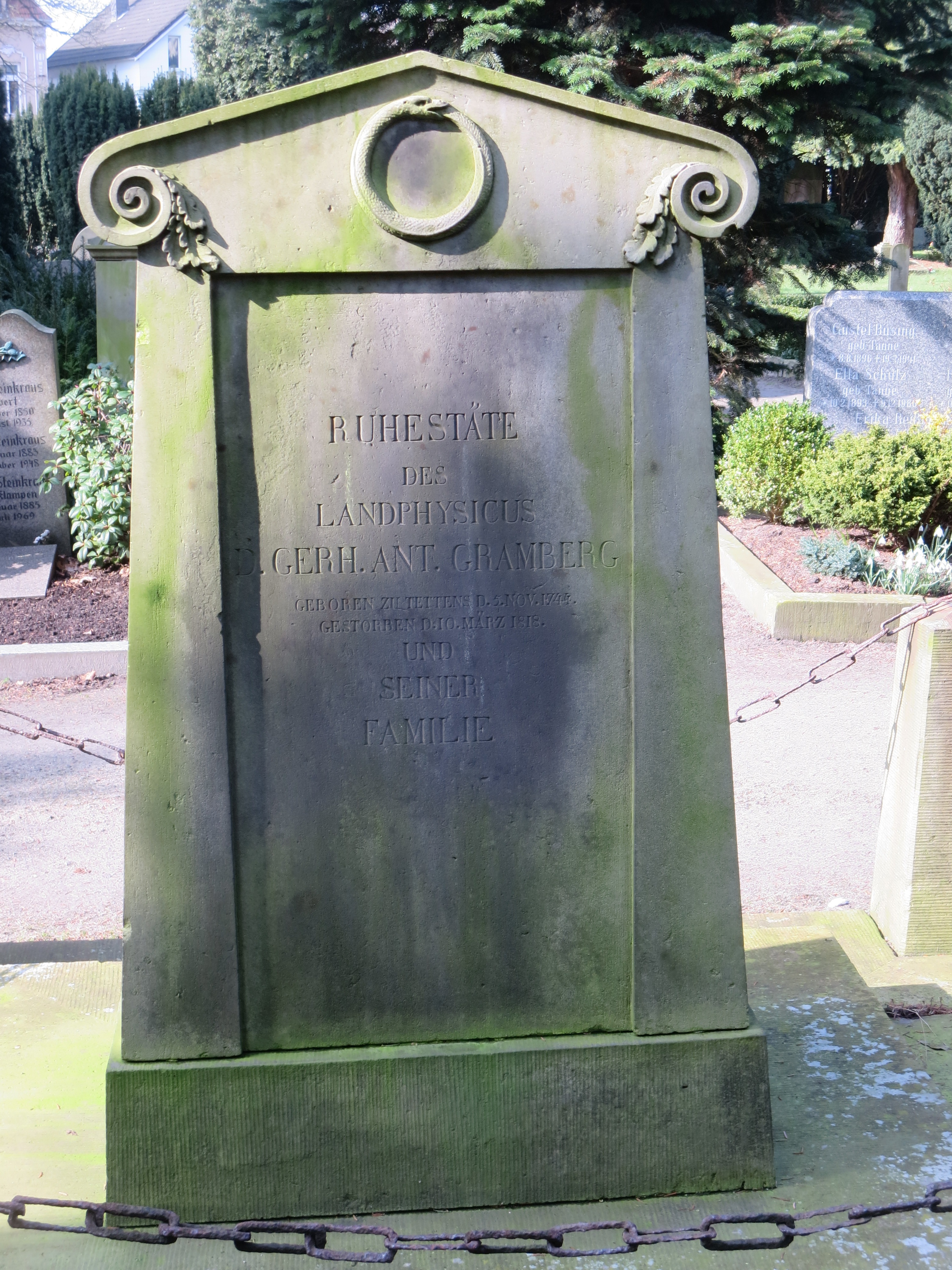
Grabstein auf dem Gertrudenfriedhof (Oldenburg)

## Leben

### Berufliche Laufbahn
Gramberg war der Sohn des Geistlichen Anton Gramberg (1695–1770) und der Juliane Wilhelmine geb. Petersen (1707–1769). Er besuchte das Gymnasium in Jever und studierte anschließend von 1762 bis 1766 an der Universität Göttingen Medizin und Arzneikunde. Er promovierte mit einer Arbeit über Lungenblutungen und war seit 1767 als praktischer Arzt im damals dänischen Oldenburg tätig. 1771 heiratete er Margaretha Sophia Jan(s)sen (1754–1829). Das Paar hatte sechs Söhne und vier Töchter, darunter der jung verstorbene Jurist und Dichter Gerhard Anton Hermann Gramberg (1772–1816). 1778 wurde er zum Hof- und Garnisonsmedicus ernannt. 1783 wurde er Kanzleirat und am 5. Februar 1792 wurde Gramberg mit dem Beinamen Plistonicus V. zum Mitglied (Matrikel-Nr. 948) der Leopoldina gewählt. Im gleichen Jahr erhielt er die Cothenius-Medaille der Leopoldina.
Gramberg verfügte über eine für diese Zeit ungewöhnlich große Fachbibliothek mit 5295 Bänden, davon 2114 im medizinischen Bereich, welche sich heute in der Landesbibliothek Oldenburg befinden. 1800 und 1814 beteiligte er sich an der Durchsetzung medizinischer Reformen. So wollte er Krankheiten nicht nur durch Medikamente heilen, sondern durch vernünftige ärztliche Ratschläge die Krankheitsursachen bekämpfen. Außerdem setzte sich für die Einführung des Hebammenunterrichts und Schutzimpfungen ein und bekämpfte Infektionskrankheiten. Neben seiner Tätigkeit als Arzt widmete sich Gramberg als Anhänger der Aufklärung dem Kampf gegen das Kurpfuschertum, gegen Vorurteile und den Aberglauben, Krankheiten wären eine Folge von Hexenwesen und Magie. Weiterhin war er auch als Publizist auf dem Gebiet der Medizin tätig.

### Literarische Tätigkeit
Gramberg war Teil eines Freundeskreises u. a. mit Helfrich Peter Sturz und Georg Christian Oeder. Später kam Gerhard Anton von Halem dazu, der wie Gramberg die Französische Revolution begrüßte. Beide waren 1779 unter den Stiftern der Literarischen Gesellschaft in Oldenburg und gründeten 1787 die Zeitschrift Blätter vermischten Inhalts, die bis 1797 bestand und in der Halem und Gramberg auch als Autoren mitwirkten. So steuerte Gramberg die Biographie des Rektors Johann Michael Herbart bei. Auch an der Oldenburgischen Zeitschrift, die von 1804 bis 1807 erschien, war er mit Halem als Gründer und Mitarbeiter beteiligt. Mit beiden Blättern wandten sich Gramberg und Halem nicht nur an die geistige Oberschicht, sondern ausdrücklich auch an das Bürgertum und die Landbevölkerung und informierten über pädagogische Fragen, Landvermessung und statistische Probleme. Mit der Bekämpfung des Aberglaubens und von Krankheiten sowie juristischen, ökonomischen, historischen und naturkundlichen Beiträgen sollten, im Sinne der Aufklärung, die Zeitschriften gleichsam dem Nutzen und Vergnügen der Leser dienen.
Gramberg veröffentlichte außerdem auch literarische Abhandlungen und biographische Skizzen, etwa über den Aufklärer Helfrich Peter Sturz, sowie Gedichte. Er betrieb Forschungen zur älteren deutschen Literatur, so über das Nibelungenlied und Georg Rollenhagens Froschmeuseler. Auch außerhalb Oldenburgs publizierte er in wichtigen Zeitschriften, so etwa in Friedrich Nicolais Allgemeiner deutscher Bibliothek, in Friedrich Schlegels Deutschem Museum und mit seinen Gedichten im Göttinger Musenalmanach.

### Tätigkeit im Bereich der Musik
Auf musikalischem Gebiet initiierte Gramberg Konzerte, die regelmäßig abgehalten wurden und sich großer Beliebtheit erfreuten. Er gründete das oldenburgische Collegium Musicum, in dem er Sänger aus der Bürgerschaft mit dem örtlichen Liebhaberorchester und den Stadtmusikanten zusammenführte. Auch das Lied Nr. 500 im Halem-Mutzenbecherschen Gesangbuch von 1792 (Gott! Vater der Natur!) stammt von ihm.

## Veröffentlichungen (Auswahl)
- Blätter vermischten Inhalts. Als Herausgeber zusammen mit G. A. von Halem. 6 Bde., Oldenburg 1787–1797.
- Oldenburgische Zeitschrift. Als Herausgeber zusammen mit G. A. von Halem. 4 Bde., Oldenburg 1804–1807.
- Über die zeither im Herzogthum Oldenburg bemerkten, ungewöhnlich häufigen Krankheiten und Todesfälle, ihre Ursachen, und in wiefern solchen künftig möglichst vorzubeugen sey. Oldenburg 1808.
- Maßregeln gegen die Verbreitung einer Pocken-Epidemie. Oldenburg 1814.